# Церква Покрови Пресвятої Богородиці (Базар)
Церква Покрови Пресвятої Богородиці в Базарі — чинна церква в селі Базар Чортківського району Тернопільської области. Парафія належить до Бучацької єпархії Української греко-католицької церкви.

## Історія церкви
Церква в селі Сосулівка була збудована у 1900 році. З 1946 по 1990 рік вона перебувала в складі РПЦ, а у 1990 році громада повернулася до УГКЦ.
При парафії діють:
- Вівтарне братство.
- Апостольство молитви.
- Інші спільноти.

## Парохи
- о. Василь Баревич
- о. Вокутський
- о. Олександр Маланюк (1875—1910)
- о. Нестор Величковський (1911—1933)
- о. Степан (1933—1957)
- о. Борис (1957—1992)
- о. Василь
- о. Петро Дячок (1957—1992)